# Нови-Йичин (район)
Район Нови-Йичин (чеш. Okres Nový Jičín) — один из 6 районов Моравскосилезского края Чехии. Административным центром является город Нови-Йичин. Площадь составляет 881,59 км², население — 154 255 человек (плотность населения — 174,97 человек на 1 км²). Район состоит из 53 населённых пунктов, в том числе из 9 городов.